# Orodesma fearni
Orodesma fearni är en fjärilsart som beskrevs av William Schaus 1911. Orodesma fearni ingår i släktet Orodesma och familjen nattflyn. Inga underarter finns listade i Catalogue of Life.